# Platin
Platin es un dúo esloveno compuesto por el matrimonio integrado por Simon y Diana Platin, mejor conocidos por haber representado a su país en el Festival de la Canción de Eurovisión 2004.

## Eurovisión 2004
Luego de haberse alzado con la victoria en el programa EMA 2004 con la canción "Stay forever", tuvieron el derecho de representar a Eslovenia en el Festival de Eurovisión, celebrado en Estambul, Turquía, donde por primera vez, se implantó el sistema de semifinal, debido al gran número de países participantes. Finalmente, la canción finalizó en el 21° puesto con sólo 5 puntos (3 puntos de Croacia, 1 de Bosnia y Herzegovina y 1 de Macedonia), quedando fuera de la final.